# Lilian Patel
Lilian Patel (sinh năm 1951) là một chính trị gia người Malawi. Patel là bộ trưởng ngoại giao của Malawi từ năm 2000 đến năm 2004. Trước đó, bà giữ chức Bộ trưởng Bộ Y tế từ năm 1999 đến năm 2000, và là Bộ trưởng Phụ nữ và Trẻ em, Phát triển Cộng đồng và Phúc lợi Xã hội từ năm 1996 đến 1999.
Sau khi làm bộ trưởng ngoại giao, bà là Bộ trưởng Bộ Lao động và Dạy nghề từ năm 2004 đến 2005.